# Cowlitz (tribu)
Els cowlitz són un poble amerindi salish de la Costa del Nord-oest del Pacífic. Avui formen part de dues tribus reconegudes federalment: tribu índia Cowlitz i la Nació Índia Quinault.
La seva llar tradicional era a l'oest de l'estat de Washington als Estats Units. La tribu cowlitz consisteix en dos grups diferents: alt cowlitz, o Taidnapam, i baix cowlitz i Kwalhiokwa.

## Idioma
Lallengua original dels cowlitz és el cowlitz, que pertany a les llengües salish, una família lingüística entre la costa del Nord-est del Pacífic. Més tard, els alt cowlitz adoptaren el sahaptin de l'est de les Muntanyes Cascade.

## Govern
La tribu índia Cowlitz són una tribu reconeguda federalment el 14 de febrer de 2000, i el seu reconeixement va ser reafirmat en 2002. Actualment són reconeguts oficialment pel Govern federal dels Estats Units, i estan en el procés d'establiment de les terres tribals reconegudes a nivell federal (com en una reserva), prop de Longview (Washington). Les oficines tribals estan a Longview (Washington).
El sistema polític cowlitz evolucionà:

"D'un fort sistema de caps, a un sistema presidencial d'elecció en el segle XX0, i un sistema constitucional de consell tribal electiu a partir de 1950. Cap How-How (Circa 1815), cap Kiscox (Circa 1850), cap Umtux (Circa 1850), cap Scanewa (Circa 1855), cap Richard Scanewa (Circa 1860) i cap Antoine Stockum [Atwin Stokum] (1878) dirigiren els cowlitz en el segle xix. Els principals dirigents del segle XX foren el cap Baptiste Kiona (1912), president Dan Plamondon (1921), president John Ike Kinswa (1922), cap John B. Sareault (Circa 1925), cap Jas. E. Sareault (Circa 1930), cap Manual L. Forrest (1950), cap Joseph Cloquet (1959), cap Clifford Wilson (1961) i cap Roy Wilson (1974)."

## Cultura
Els cowlitz produït cistells en espiral amb elaborats dissenys geomètrics. Aquests van ser fets de Xerophyllum tenax, arrel de cedre, arrel de cua de cavall i escorça de cedre i es van utilitzar per recollir baies i fruites. Aquestes cistelles eren sovint reparades i mantingudes a través de moltes generacions.

## Història
La tribu cowlitz vivia històricament entre els rius Cowlitz i Lewis, a més de tenir una forta presència a Fort Vancouver. El primer europeu conegut per haver contactat amb els cowlitz era Simon Plamondon de Quebec, qui es casà amb Thas-e-muth, filla del cap Scanewea.

## Notables Cowlitz
- Debora Iyall